# 中川誠也
中川 誠也（なかがわ せいや、1993年12月3日 - ）は、三重県多気郡明和町出身の元プロ野球選手（投手）。左投左打。プロでは育成選手であった。

## 経歴

### プロ入り前
明和町立明和中学校を経て伊勢工業高校に進学。2年の夏の県大会では2回戦で日生第二高校戦で延長15回210球を投げたが、サヨナラ負け。3年の夏はエースとして活躍、決勝では津西高等学校を破り、23年ぶりの甲子園出場に貢献。第93回全国高等学校野球選手権大会では1回戦で金沢高校の釜田佳直と投げ合いになるが、中川は8回1/3を投げ4失点、打線は釜田の前に5安打無得点に抑えられ、敗戦した。
愛知大学進学後、1年の6月に靭帯断裂と診断され、トミー・ジョン手術を受けた。その後、約2年のリハビリを経て3年の秋にリーグ初登板を果たした。4年春に3勝を挙げ、ベストナイン。秋にも5勝、防御率1.48を記録し、2季連続でベストナインに輝いた。4年の秋は愛知大学野球連盟でリーグ優勝を果たし、東海・北陸・愛知三連盟王座決定戦でも優勝し、第46回明治神宮野球大会に出場。初戦で早稲田大学と対戦したが、茂木栄五郎に3点タイムリーを打たれ、8回3失点と好投したが0―3で敗れた。
2015年のプロ野球育成ドラフト会議で、中日ドラゴンズから1巡目で指名。支度金200万円、年俸300万円（金額は推定）という条件で、育成選手として入団した。背番号は203 。

### 中日時代
2016年には、ウエスタン・リーグ公式戦2試合に登板。勝敗は付かず、防御率は12.00だった。10月28日に、球団から戦力外を通告。10月31日にNPBから自由契約選手として公示された。中川自身は、戦力外通告の直後に「故障が原因で本来の実力を出せなかった」と語っている。

### 中日退団後
NPB他球団での現役続行を希望していたことから、2016年11月12日に阪神甲子園球場で開催された12球団合同トライアウトに参加。シートバッティング形式の対戦で、打者3人を無失点に抑えるとともに、1つの三振を奪った。
2017年に加圧トレーニング事業などを展開するジェイファムコーポレーションに正社員として入社し、一方で社会人野球クラブチームのREVENGE99に入団。チームでは先発投手として主戦を担い、2018年は全日本クラブ野球選手権大会1次予選で最高殊勲選手賞に選出される活躍を見せ、チーム初の同大会出場に貢献。この活躍から同年のクラブチーム優秀選手賞に選出された。
2023年からは同じくクラブチームのTOKYO METSに移籍してプレーを続ける。

## 選手としての特徴
少々大きめのテークバックから投げる140km/hを超える速球とスライダーが武器。左打者に対しての内角への制球力に優れ、週刊野球太郎では「制球力は間違いなくプロ1軍レベル」「昭和のベテラン左腕のよう」と評されている。

## 詳細情報

### 年度別投手成績
- 一軍公式戦出場なし

### 背番号
- 203（2016年）